# Trichoglottis scaphigera
Trichoglottis scaphigera är en orkidéart som beskrevs av Henry Nicholas Ridley. Trichoglottis scaphigera ingår i släktet Trichoglottis och familjen orkidéer. Inga underarter finns listade i Catalogue of Life.